# Lijst van rivieren in Queensland
Dit is een lijst van rivieren in Queensland (Australië).

## Langste rivieren
De langste rivieren die geheel of gedeeltelijk door Queensland stromen zijn:
| Rang | Naam         | Lengte km | Regio(s)   | Noten                                       |
| ---- | ------------ | --------- | ---------- | ------------------------------------------- |
| 1    | Cooper Creek | 1113      | Eyrebekken | Stroomt door Queensland en Zuid-Australië.  |
| 2    | Warrego      | 1380      |            | Stroomt door Queensland en New South Wales. |
| 3    | Paroo        | 1210      |            | Stroomt door Queensland en New South Wales. |
| 4    | Flinders     | 1004      |            | Stroomt alleen door Queensland.             |
| 5    | Diamantina   | 941       |            | Stroomt door Queensland en Zuid-Australië.  |

## Alphabetische lijst
In deze lijst worden kleinere waterstromen (beken) cursief weergegeven. 

### A
- Albert
- Alice
- Annan
- Archer

### B
- Baffle
- Balonne
- Banksia
- Barcoo
- Barratta
- Barron
- Barwon
- Basalt
- Belyando
- Black
- Bloomfield
- Bohle
- Boomi
- Bokhara
- Bowen[2][3]
- Boyne (rivier in Centraal-Queensland)
- Boyne (Wide Bay–Burnett)
- Bremer
- Brisbane
- Broken[2]
- Bulimba
- Bungil
- Burdekin
- Burke
- Burnett
- Burrum

### C
- Caboolture
- Calliope
- Campaspe
- Carpentier
- Clara
- Cliffdale
- Coen
- Coleman
- Comet
- Condamine
- Connors
- Coomera
- Cooper Creek
- Crystal
- Currumbin
- Culgoa

### D
- Daintree
- Dawson
- Dee[4]
- Diamantina
- Don
- Ducie
- Dumaresq

### E
- Edward
- Elliott
- Embley
- Endeavour
- Enoggera
- Eprapah
- Esk

### F
- Flinders
- Fitzroy

### G
- Georgina
- Gilbert-Einasleigh
- Gilliat
- Gregory

### H
- Hann
- Haughton
- Herbert
- Holroyd

### I
- Isaac
- Isis
- Ithaca

### J
- Jackey Jackey
- Jardine[5]
- Jeannie
- Johnstone

### K
- Kedron
- Kendall
- Kolan

### L
- Langlo
- Laura
- Leichhardt
- Lockhart
- Lockyer
- Loders
- Logan
- Lynd

### M
- Mackenzie
- Maranoa
- Maroochy
- Mary
- Mcdonald
- Merivale
- Mission
- Mitchell
- Moggill
- Mooloolah
- Moonie
- Mossman
- Mulgrave

### N
- Nerang
- Nicholson
- Nive
- Nogoa
- Norman
- Norman
- Normanby
- Noosa
- North Pine

### O
- O'Connell
- Olive
- Oxley

### P
- Palmer
- Paroo
- Pascoe
- Pennefather
- Pike
- Pimpama
- Pine
- Pioneer
- Proserpine

### R
- Ross
- Russell

### S
- Sandover
- Saxby
- Settlement
- Severn
- South Pine
- Staaten
- Stanley
- Stuart
- Stewart
- Styx
- Susan
- Suttor

### T
- Tallebudgera
- Tate
- Thomson
- Tingalpa
- Tully

### W
- Walsh
- Wanggoolba
- Warrego
- Ward
- Ward
- Waterpark
- Watson
- Weir
- Wenlock
- Wilson

### Y
- Yappar